# 南部貨物基地線
南部貨物基地線（なんぶかもつきちせん）は、大韓民国京畿道義王市内を走る韓国鉄道公社（KORAIL）の鉄道路線（貨物線）である。1984年に開通した。

## 概要
当路線は、コンテナ貨物の増加によってその処理を目的に作られた路線で、主にコンテナ列車やセメント専用列車がたくさん往来する路線である。終点の五峯駅の隣にはコンテナターミナルの京仁ICDが位置しており、コンテナの鉄道輸送と道路輸送の結び点になっている。南部循環線、義王線などの通称を持つ（現業だけで通用）。
かつては五峰駅から陶農駅方面に延伸し旅客営業を行う計画があり、延伸区間の用地確保も行われたが頓挫し、貨物専用の短い盲腸線として現在に至る。使い道がなくなった五峯駅の旅客設備は業務用に転用され、計画されていたルートにはソウル外郭循環高速道路などが建設されている。

## 歴史
- 1984年7月20日：京仁ICD 第1ターミナル完工、富谷駅 - 五峯駅開通。
- 1986年：京仁ICD 第2ターミナル完工。
- 1992年3月2日：五峯駅を儀旺駅に改称。
- 1996年12月：下り線が電化。
- 2004年6月25日：地元自治体の儀旺市の要請によって富谷駅を儀旺駅に、儀旺駅を五峯駅にそれぞれ改称。
- 2005年2月：上り線が電化。
- 2007年3月：儀旺市が義王市へ漢字表記を変更し(2月20日)、駅の漢字表記も変更するのを要請し変更される。

## 駅一覧
- 駅所在地は全線京畿道義王市内。

| 駅名   | 駅名     | 駅名   | 駅間キロ (km) | 累計キロ (km) | 駅 等級 | 駅種別         | 接続路線                                  |
| 日本語 | ハングル | 英語   | 駅間キロ (km) | 累計キロ (km) | 駅 等級 | 駅種別         | 接続路線                                  |
| ------ | -------- | ------ | ------------- | ------------- | ------- | -------------- | ----------------------------------------- |
| 義王駅 | 의왕역   | Uiwang | 0.0           | 0.0           | 2級     | 普通駅         | 韓国鉄道公社：●1号線（京釜電鉄線） (P152) |
| 五峯駅 | 오봉역   | Obong  | 3.0           | 3.0           | 2級     | グループ代表駅 |                                           |

- 営業キロは旅客営業キロの設定はなく、貨物営業キロのみ。